# PPT1
PPT1 (англ. Palmitoyl-protein thioesterase 1) – білок, який кодується однойменним геном, розташованим у людей на короткому плечі 1-ї хромосоми.  Довжина поліпептидного ланцюга білка становить 306 амінокислот, а молекулярна маса — 34 193.
| 10         |  | 20         |  | 30         |  | 40         |  | 50         |
| ---------- |  | ---------- |  | ---------- |  | ---------- |  | ---------- |
| MASPGCLWLL |  | AVALLPWTCA |  | SRALQHLDPP |  | APLPLVIWHG |  | MGDSCCNPLS |
| MGAIKKMVEK |  | KIPGIYVLSL |  | EIGKTLMEDV |  | ENSFFLNVNS |  | QVTTVCQALA |
| KDPKLQQGYN |  | AMGFSQGGQF |  | LRAVAQRCPS |  | PPMINLISVG |  | GQHQGVFGLP |
| RCPGESSHIC |  | DFIRKTLNAG |  | AYSKVVQERL |  | VQAEYWHDPI |  | KEDVYRNHSI |
| FLADINQERG |  | INESYKKNLM |  | ALKKFVMVKF |  | LNDSIVDPVD |  | SEWFGFYRSG |
| QAKETIPLQE |  | TSLYTQDRLG |  | LKEMDNAGQL |  | VFLATEGDHL |  | QLSEEWFYAH |
| IIPFLG     |  |            |  |            |  |            |  |            |

A: Аланін

C: Цистеїн

D: Аспарагінова кислота

E: Глутамінова кислота

F: Фенілаланін

G: Гліцин

H: Гістидин

I: Ізолейцин

K: Лізин

L: Лейцин

M: Метіонін

N: Аспарагін

P: Пролін

Q: Глутамін

R: Аргінін

S: Серин

T: Треонін

V: Валін

W: Триптофан

Кодований геном білок за функцією належить до гідролаз. 
Локалізований у лізосомі.
Також секретований назовні.